# Saint-Pol-de-Léon

Saint-Pol-de-Léon este o comună în departamentul Finistère, Franța. În 1 ianuarie 2022 avea o populație de 6.841 de locuitori.